# 輜重兵第121連隊
輜重兵第121連隊（しちょうへいだい121れんたい、輜重兵第百二十一聯隊）は、大日本帝国陸軍の連隊の一つ。

## 沿革
太平洋戦争末期の1945年（昭和20年）1月16日、満州防備強化を目的に新設された第121師団の輜重兵連隊として編成された。3月末に満州から朝鮮半島南部に転用され、済州島で終戦を迎えた。

## 歴代連隊長
| 代 | 氏名       | 在任期間    | 出身校・期 | 備考 |
| -- | ---------- | ----------- | ---------- | ---- |
| 1  | 松田謹之助 | 1945.2.12 - | 陸士34期   | 中佐 |